# ペトロによる福音書
『ペトロによる福音書』 (─ふくいんしょ) 、または『ペテロ福音書』は、キリスト教の正典に取り入れられなかった外典福音書の一つ。3世紀の教父文書に言及されているが、その全容は知られていない。19世紀末に、そのうちのイエスの受難劇の部分が発見された。

## 概要
『ペトロによる福音書』は3世紀の教父文書に言及されており、キリスト教の正典に取り入れられなかった外典に属する福音書として、その存在が知られていた。
19世紀末、エジプトで発見されたパピルス冊子の中に、その一部とみられる写本が発見された。写本は8-12世紀のものと推定される。
内容はイエスの受難劇のうち裁判の最後の部分に始まり、磔刑と埋葬、復活の場面が語られ、ガリラヤ湖でペトロたちの前に復活したイエスが姿を見せる直前で途切れている。これがキリスト教初期に著された『ペトロによる福音書』の一部ではないかとされる。
もともとの『ペトロによる福音書』は、『マタイによる福音書』などと同様に、イエスの生誕から受難、復活までを記した福音書の形態を備えていたと見られるが、現在知られるのは、上記写本にある受難劇の部分のみである。
発見された部分は1892年に刊行され、田川建三による日本語訳は1997年に出版されている。

## 内容
『ペトロによる福音書』独自の記載と、これと比較した正典福音書の記載を以下に示す。

### イエスの裁判
- イエスの裁判にはピラト、ヘロデなどが一堂に会する。
  - ヘロデは正典では『ルカによる福音書』にのみ登場するが、別の場所に居る[1]。いずれの正典福音書においても、イエスは大司祭の屋敷、最高法院や総督官邸などをたらい回しされる。
- ピラトは先に手を洗い退席し、ヘロデが判決を下す。
  - 正典福音書では、一致してピラトが（渋々ながら）最終的な判決を下す。ただし、『マタイによる福音書』のピラトも手を洗い、「この人の血について、わたしには責任がない。お前たちの問題だ。」と宣言し、民衆は「その血の責任は、我々と子孫にある。」と、その責任を引き受ける[2]。
- 正典福音書に一致して記載されるバラバの赦免の逸話は、ここでは登場しない。

### 磔刑
- イエスを十字架に付けるのは(ユダヤの)民衆である。
  - 正典福音書では、記述にあいまいな部分もあるが[3]、基本的に十字架に付けるのはローマ兵士である。

### 降架
- 異変に恐れをなして、十字架からイエスを降ろすのも民衆である。アリマタヤのヨセフが墓に埋葬するのは正典福音書と同じ。

### 復活
- 天使の姿やイエスの復活の様子を最初に見るのは墓の番をしていた兵士と、ユダヤの長老である。女性たちは、その後で空の墓を発見する。
  - マタイでは、天使が墓の入口の石を転がすところを、女性たちと兵士が同時に見ている[4]。
- 2人の天使に支えられた（たぶん）イエス・キリストが墓から出てくる後から、十字架が付いてくる。天からの声「あなたは、(冥府で)眠っている人々にも宣教しましたか」に、十字架が「はい」と答える。
  - 4つの正典福音書では、天使は登場するが、墓から出てくる十字架はもちろん、イエスの姿も記されていない。
  - キリストの冥府での宣教は、正典中には『ペトロの手紙一』で触れられているのみ[5]。
  - マタイでは、十字架上のイエスが息を引き取ったときに多くの死者が生き返ったという記述がある[6]。しかし、マタイの生き返った人々は、翌々日のイエスの復活のときまで墓で待機している[7]。

### 顕現
- 発見された写本はその後を欠いているが、ガリラヤ湖でペトロとアンデレ、アルパヨの子レビが一緒に居るところまで書かれているので、この後に復活したイエスが姿を現すと思われる。
  - この部分は『ヨハネによる福音書』[8]に相当すると思われる。しかしヨハネではこれは顕現の3度目である。マルコ、マタイ、ヨハネの3つでは最初に復活したイエスが顕現するのはマグダラのマリアらとしている。
  - 最初の顕現が女性たちでなくペトロたちであるのは『ルカによる福音書』[9]、『コリントの信徒への手紙一』[10] (この箇所はおそらく男性のみを数えているものと思われる。聖書を見ると人数に数えられるのは決まって男性のみだからである。)と一致する。

## 意義
外典の福音書としてはナグ・ハマディ写本から発見された『トマスによる福音書』がグノーシス主義の影響を受けたキリスト教初期の文献として注目されている。これに対し、『ペトロによる福音書』は少なくとも発見された部分を見るかぎり、正典の4つの福音書と重複する記述がほとんどで、これら4つの福音書を参照して書かれたものではないかとされ、重要視されなかった。
しかし、1982年、ロン・カメロン (Ron Cameron)らは、4つの福音書とは独立した資料である「受難物語」を想定し、それをもとに『ペトロによる福音書』が書かれたという説を唱えた。ジョン・ドミニク・クロッサン (John Dominic Crossan)は、カメロンの「受難物語」を「十字架福音書」と呼び、『マルコによる福音書』やQ資料とともに、他の3つの福音書が書かれるさいの資料になったとしている。福音書の資料仮説の新たな展開を提供するとともに、イエスの死に対してのローマ帝国と（当時の）ユダヤ教（指導者）の責任論の原点を知る材料にもなり得るとクロッサンは指摘する。

## 文献資料
- 『新約聖書外典』　荒井献編、田川建三ほか訳、講談社〈文芸文庫〉、1997年、ISBN 4-06-197597-8。
- ジョン・ドミニク・クロッサン　『誰がイエスを殺したのか』　松田和也訳、青土社、2001年。
  - 原著: John Dominic Crossan, Who killed Jesus?, HarperSanFrancisco (1996)
- Cameron, Ron, ed. The Other Gospels: Non-Canonical Texts. Philadelphia: Westminster, (1982)
- John Dominic Crossan, The Cross That Spoke: The Origins of the Passion Narrative. San Francisco: Harper and Row, (1988)